# スコット・ベッセント
スコット・ケネス・ホーマー・ベッセント（英語: Scott Kenneth Homer Bessent）は、アメリカ合衆国の政治家、実業家、投資家。2025年1月より第79代財務長官を務める。『スコット・ベセント』とも表記される。

## 来歴

### 生い立ち
1984年、イェール大学で政治学の学士号を取得。

### 投資家として
当初はジャーナリストを志望していたが、イェール大学在学中にジム・ロジャーズのインターンに応募してロジャーズ宅に居候したことを機に投資家への道を歩むこととなった。
大学卒業後、1984年から1991年にかけて、富裕層向け資産運用会社・ブラウンブラザーズハリマン社(BBH)、石油運輸から創始した、中東のファミリー投資会社・オライヤングループ、財務分析により過大評価されている企業を見つけ、空売りを行う投資手法で知られるキュニコスアソシエイツ社に勤務。
1991年から2000年に、ジョージ・ソロスが経営するソロス・ファンド・マネジメントのロンドン事務所のパートナーに就任した。
2000年から2005年にかけて自身のヘッジファンド「Bessent Capital」を運営した。2006年から2010年までイェール大学の非常勤教授を務めつつニューヨークの投資会社に勤務した。
2011年から2015年まで再びソロス・ファンド・マネジメントに戻り、最高投資責任者を務めた後、
2015年に、ヘッジファンド「Key Square Capital Management」を設立し、最高経営責任者兼最高投資責任者を務めた。

### アメリカ合衆国財務長官

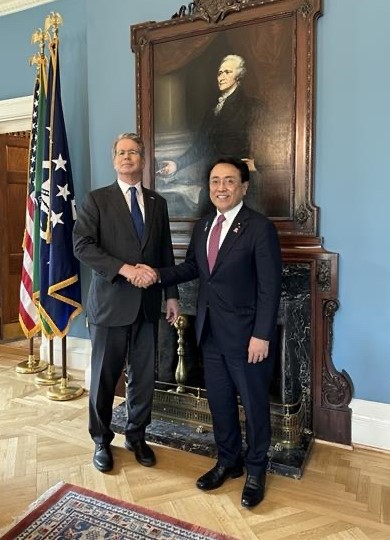
2025年6月13日、初代財務長官アレクサンダー・ハミルトンの肖像画の前で内閣府特命担当大臣（経済財政政策担当）赤澤亮正（右）と

2024年大統領選挙では、トランプの再出馬を早くから支持していた。
2024年11月22日、2期目の大統領に就任することとなったドナルド・トランプ次期大統領は、財務長官にベッセントを指名した。
2025年1月27日、上院はベッセントの財務長官就任を68対29で承認した。翌日宣誓就任した。
2025年2月3日、ベッセントはトランプより消費者金融保護局長代行に任命され、同局の業務の一時停止を命じた。同月7日、新たにラッセル・ヴォート行政管理予算局長が消費者金融保護局長代行に任命され、ベッセントは消費者金融保護局長代行を退任した。
2025年3月23日、政府効率化省のトップのイーロン・マスクと怒鳴り合いの口論をしたと報じられた。内国歳入庁の長官代理をめぐる人事でマスクが推す人物が就任したことに対して不満を爆発させ、ベッセントが推す人物と交代させるよう求めた。自身の所管官庁の人事をマスクが勝手に進められたことに対して我慢ならなかったと見られる。
2025年4月7日、ベッセントはトランプ大統領より日本との貿易交渉を担当するように命じられた。
2025年7月16日、トランプ大統領はベッセントをFRB議長候補の1人だと発言した。ただベッセントが財務長官として成果を上げているため、最有力候補ではないとも示唆した。

## 人物

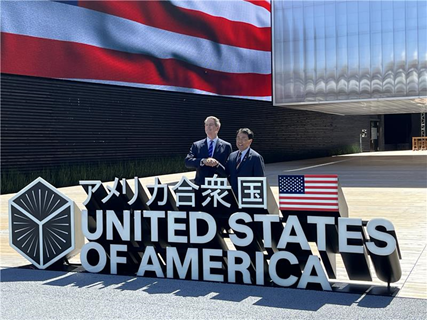
2025年7月19日、日本国際博覧会のアメリカ館にて日本政府代表赤澤亮正（右）と

LGBTQ
同性愛者であることを公表しており、上院で承認された初のLGBTQの財務長官である。
似顔絵
2025年7月に内閣総理大臣石破茂から似顔絵を贈呈された。これを気に入ったベッセントは財務省の長官室にこの似顔絵を飾っている。このベッセントの似顔絵は、漫画家でもある参議院議員赤松健によって描かれた作品である。
愛称
関税措置に関する日米協議などで交渉を重ねた内閣府特命担当大臣（経済財政政策担当）赤澤亮正によって「ベッちゃん」と呼ばれている。